# Die Heimat Sachsen
Die Heimat Sachsen ist der Landesverband der rechtsextremen Partei Die Heimat in Sachsen. Bis zur Umbenennung der Partei im Jahre 2023 hieß der Landesverband NPD Sachsen. Bei der Landtagswahl in Sachsen 2004 konnte sie zum ersten Mal in den Sächsischen Landtag einziehen. Sie erreichte mit 9,2 % der Stimmen das zweithöchste Ergebnis, welches die NPD jemals bei Landtagswahlen erzielen konnte. Bei der darauffolgenden Landtagswahl 2009 gelang mit 5,6 % der Wiedereinzug in den Sächsischen Landtag, ehe die Partei bei der Landtagswahl 2014 knapp an der 5-%-Hürde scheiterte. In jüngster Zeit ist eine verstärkte Zusammenarbeit mit den rechtsextremen Freien Sachsen zu beobachten. Landesvorsitzender ist Peter Schreiber.

## Geschichte
Nach der Wende suchte die NPD das Gespräch mit der NDPD in der Hoffnung, über diese Partei einen Zugang zu Wählern der ehemaligen DDR zu erhalten. Jedoch stellte sich schnell heraus, dass bis auf die Namensähnlichkeit wenig Gemeinsamkeiten bestanden. Nachdem sich abzeichnete, dass die NDPD sich der FDP anschließen würde, gründeten NPD-Anhänger am 24. März 1990 die „Mitteldeutschen Nationaldemokraten“ (MND). Aus Sorge vor einem Parteienverbot wurde der Name NPD zunächst bewusst vermieden. Das Parteiengesetz der DDR verbot rechtsextreme Parteien. Daher war auch eine Teilnahme an der Volkskammerwahl 1990 sowie an den Kommunalwahlen 1990 nicht möglich. Im August 1990 erfolgte die Umbenennung in NPD und auf dem Bundesparteitag in Erfurt die Fusion mit der Westpartei.
Die Partei hatte in Sachsen nur wenige Mitglieder und war auf Unterstützung durch westdeutsche NPD-Mitglieder angewiesen. So war auch der Spitzenkandidat der NPD zur Landtagswahl in Sachsen 1990, Peter Marx, ein „Westimport“. Bei der Landtagswahl erreichte die NPD 0,7 %. Noch niedriger war das Landesergebnis bei der Bundestagswahl 1990. Bei der Landtagswahl in Sachsen 1994 trat die NPD gar nicht an.

## Landtagsfraktion Sachsen von 2004 bis 2014
Bei der Landtagswahl am 19. September 2004, der vierten Landtagswahl in Sachsen nach der Wiedervereinigung, konnte die NPD ihr Ergebnis von 1,4 % auf 9,2 % steigern und wurde somit in den Sächsischen Landtag gewählt. Sie lag nur knapp hinter der drittstärksten Partei, der SPD (9,8 %). Es zogen folgende zwölf Abgeordnete ins Parlament, das 124 Mitglieder umfasste, ein: Holger Apfel, Klaus Baier (bis 21. Dezember 2005), Alexander Delle, Jürgen Gansel, Uwe Leichsenring (verstorben am 30. August 2006), Klaus-Jürgen Menzel (bis 14. November 2006), Johannes Müller, Matthias Paul (bis 24. November 2006), Winfried Petzold, Mirko Schmidt (bis 17. Dezember 2005), Jürgen Schön (bis 23. Dezember 2005) und Gitta Schüßler. Später rückten René Despang (ab 30. August 2006) und Peter Klose (ab 24. November 2006) nach. Der Verleger Holger Apfel wurde zum Fraktionsvorsitzenden und der Unternehmer Uwe Leichsenring zum Parlamentarischen Geschäftsführer gewählt.
Mirko Schmidt verließ am 17. Dezember 2005 Fraktion und Partei, da er die Nähe zum Nationalsozialismus und den autoritären Führungsstil nicht länger akzeptieren wollte. Am 21. Dezember folgte der Austritt von Klaus Baier, der vergleichbare Gründe anführte. Nur zwei Tage später kehrte auch Jürgen Schön der NPD den Rücken. Er bezeichnete den Vorsitzenden Holger Apfel und seinen ehemaligen Fraktionskollegen Jürgen Gansel als Vertreter des „Hitlerismus“.
Uwe Leichsenring verunglückte am 30. August 2006 bei einem Verkehrsunfall tödlich. Der 13. der Landesliste von 2004 und damit Nachrücker war René Despang, Johannes Müller wurde neuer Parlamentarischer Geschäftsführer.
Klaus-Jürgen Menzel wurde am 14. November 2006 wegen finanzieller Unregelmäßigkeiten aus der Fraktion ausgeschlossen. Matthias Paul legte am 24. November 2006 sein Mandat nieder, nachdem die Dresdner Staatsanwaltschaft Ermittlungen wegen des Besitzes kinderpornografischer Schriften eingeleitet hatte. Für ihn rückte Peter Klose nach. Durch die Austritte und den Ausschluss Menzels bestand die NPD-Fraktion nur noch aus acht Mitgliedern; von den ursprünglichen zwölf Abgeordneten gehörten am Ende der Legislaturperiode gar nur noch sechs der Fraktion an.
Nach der Landtagswahl in Sachsen 2009 konnte die NPD erneut in Fraktionsstärke in den Landtag einziehen. Mit 5,6 % erzielte sie zwar ein niedrigeres Ergebnis als 2004, schaffte aber den ersten Wiedereinzug der NPD in einen Landtag. Der neuen Fraktion gehörten neben den bisherigen Abgeordneten Holger Apfel (bis 24. Dezember 2013), Alexander Delle, Jürgen Gansel, Johannes Müller, Winfried Petzold (verstorben am 22. Dezember 2011) und Gitta Schüßler nun auch Arne Schimmer und Andreas Storr an. Nachrücker waren Mario Löffler (ab 19. Januar 2012) und Holger Szymanski (ab 23. Januar 2014). Holger Apfel wurde wieder zum Fraktionsvorsitzenden gewählt, Johannes Müller blieb Parlamentarischer Geschäftsführer.
Für den am 22. Dezember 2011 verstorbenen Winfried Petzold trat Mario Löffler in den Landtag ein. Am 19. Dezember 2013 trat Holger Apfel vom Fraktionsvorsitz zurück und fünf Tage später aus der NPD aus. Nachdem er am 17. Januar 2014 auch sein Landtagsmandat aufgab, rückte Holger Szymanski nach, der anschließend neuer Fraktionsvorsitzender wurde.
Zur Landtagswahl in Sachsen 2014 wurde kein zweiter Wiedereinzug geschafft. Mit 4,9 % der Wählerstimmen scheiterte die Partei an der 5-%-Hürde. Laut Wahlforscher Matthias Jung lag der Grund dafür in der erstmaligen Teilnahme der AfD an sächsischen Landtagswahlen.
Zur Landtagswahl in Sachsen 2019 trat die NPD wieder mit Peter Schreiber als Spitzenkandidat an, verlor aber 4,3 % Wählerstimmen im Vergleich zur vorigen Wahl und kam somit auf ein Ergebnis von nur 0,6 %, während die AfD auf 27,5 % zulegte.

## Hintergrund und parlamentarische Arbeit
Der Erfolg bei der Wahl 2004 wird unter anderem auf Kerstin Lorenz zurückgeführt, die zuvor Landesvorsitzende der Republikaner in Sachsen war. Sie hatte verhindert, dass die Republikaner zur Wahl antreten konnten, und zur Wahl der NPD aufgerufen, der sie dann, einen Tag vor der Wahl, beitrat.
Im Januar 2005 kam es zu einem bundesweit Aufsehen erregenden Eklat, als die Fraktion bei einer Gedenkminute für Opfer des Nationalsozialismus den Saal verließ und der Fraktionsvorsitzende Apfel in einer Rede den Begriff „Bombenholocaust“ für die Luftangriffe auf Dresden verwendete. Außerdem wurde bekannt, dass die NPD ihre Zeitschrift Deutsche Stimme im Ausland druckte (zunächst in Polen, später in der litauischen Hauptstadt Vilnius), obwohl sie beklagt, dass Ausländer Deutschen Arbeitsplätze wegnähmen. Sie rechtfertigte dies damit, dass deutsche Druckereien sich weigern würden, ihr Organ zu drucken.
2005 wollte die NPD einen Untersuchungsausschuss zu den Vorgängen um die Landesbank Sachsen einrichten, was aber scheiterte, da sie von den anderen Fraktionen keine Stimmen für ihren Antrag erhielt. Zu einem späteren Zeitpunkt wurde ein Untersuchungsausschuss mit einem ähnlichen Untersuchungsauftrag auf Antrag der PDS-Fraktion eingerichtet.
Nachdem am 13. Juni 2012 die achtköpfige NPD-Fraktion zu einer Sitzung des Landtags verbotenerweise in Kleidung der Marke Thor Steinar erschienen war, machte Landtagspräsident Matthias Rößler von seinem Haus- und Polizeirecht Gebrauch, verwies die acht Abgeordneten des Saals und schloss sie für die drei folgenden Sitzungen aus. Dies war der erste Ausschluss einer kompletten Fraktion in der Geschichte des Landtages.
Die NPD-Abgeordneten bezeichneten die anderen fünf Parteien des Sächsischen Landtages oft als Blockparteien oder Systemparteien, Jürgen Gansel sprach sogar in seiner Rede über den Bombenholocaust vom Blockparteienkartell, wofür er einen Ordnungsruf vom damaligen Landtagspräsidenten Erich Iltgen erhielt.

## Neueste Entwicklungen
Im Rahmen ihres politischen Überlebenskampfes versucht Die Heimat Sachsen sich zunehmend mit der ebenso rechtsextremen Partei Freie Sachsen zu vernetzen, sowohl durch Initiierung gemeinsamer Aktionen als auch durch Doppelmitgliedschaften bzw. Übernahme von Funktionen und Ämtern bei diesen, so ist z. B. der „Heimat“-Landesvorsitzende Peter Schreiber gleichzeitig Vorstandsmitglied bei den Freien Sachsen.

## Ergebnisse der Landtagswahlen
| Jahr | Stimmen | Sitze |
| ---- | ------- | ----- |
| 1990 | 0,7 %   | 0     |
| 1994 | n. a.   | —     |
| 1999 | 1,4 %   | 0     |
| 2004 | 9,2 %   | 12    |
| 2009 | 5,6 %   | 8     |
| 2014 | 4,9 %   | 0     |
| 2019 | 0,6 %   | 0     |
| 2024 | n. a.   | —     |

## Landesvorsitzende
| Jahren    | Vorsitzender     |
| --------- | ---------------- |
| 1990–1993 | Jürgen Schön     |
| 1993–1996 | Thorsten Keil    |
| 1996–2009 | Winfried Petzold |
| 2009–2012 | Holger Apfel     |
| 2012–2013 | Mario Löffler    |
| 2013–2015 | Holger Szymanski |
| 2015–2019 | Jens Baur        |
| Seit 2019 | Peter Schreiber  |